# Álvaro Guillén Meza
Álvaro Guillén Meza (Guayaquil, 2 de enero de 2003) es un tenista ecuatoriano. Representa a Ecuador en la Copa Davis desde el 2023, donde tiene un récord W/L de 1-2. 

## Carrera
En 2023, a sus 20 años, se convirtió en el campeón ecuatoriano más joven en ganar un título Challenger desde Giovanni Lapentti en 2003. 

## Títulos Challenger

### Individuales (3)
| N.º | Fecha                | Torneo | Superficie    | Oponente en la final         | Resultado       |
| --- | -------------------- | ------ | ------------- | ---------------------------- | --------------- |
| 1.  | 26 de agosto de 2023 | Lima   | Tierra batida | Blaise Bicknell              | 7-6(7–3), 6-1   |
| 2.  | 30 de junio de 2024  | Ibagué | Tierra batida | Facundo Mena                 | 6-0, 6-4        |
| 3.  | 11 de mayo de 2025   | Santos | Tierra batida | Matheus Pucinelli de Almeida | 6-3, 7-6(14-12) |

#### Finalista (2)
| N.º | Fecha               | Torneo     | Superficie    | Oponente en la final  | Resultado     |
| --- | ------------------- | ---------- | ------------- | --------------------- | ------------- |
| 1.  | 22 de junio de 2024 | Santa Cruz | Tierra batida | Juan Manuel Cerúndolo | 6-3, 1–6, 4-6 |
| 2.  | 6 de abril de 2025  | Campinas   | Tierra batida | Tomás Barrios         | 4-6, 3–6      |

### Dobles

#### Finalista (2)
| N.º | Fecha               | Torneo   | Superficie    | Pareja           | Oponentes en la final         | Resultado |
| --- | ------------------- | -------- | ------------- | ---------------- | ----------------------------- | --------- |
| 1.  | 29 de julio de 2023 | Salinas  | Dura          | Ángel Díaz Jalil | Vasil Kirkov Alfredo Perez    | 7–5, 7–5  |
| 2.  | 23 de marzo de 2024 | Asunción | Tierra batida | Gonzalo Bueno    | Boris Arias Federico Zeballos | 6–2, 6–2  |